# Булакан
Булакан (таг. Bulacan) — провинция Филиппин, в регионе Центральный Лусон. Расположена в центральной части острова Лусон, к северу от столицы страны, города Манила. Площадь — 2625,0 км², население — 2 924 926 чел (2010). Плотность населения составляет 1114,07 чел./км². Административный центр — город Малолос.

## История
Булакан находится в самом сердце Юго-Восточной Азии и гордится своим историческим наследием. Первая конституционная демократия в Азии была установлена в 1899 году в достопочтенной церкви Барасуаин в городе Малолос, столице Булакана.
Булакан также является родиной знаменитых мужчин и женщин страны, таких как Марсело Х. Генерал Грегорио дель Пилар известен как "Герой перевала Тирад", а дель Пилар - как "Великий пропагандист".
Знаменитый поэт Франсиско "Балтазар" Балагтас, певец Никанор Абелардо и скульптор-националист Гильермо Толентино - вот лишь некоторые из выдающихся художников из Булакана, которые были признаны национальными художниками.
Булакан в настоящее время является одной из наиболее развитых провинций Филиппин. Булакеньо, также известные как булакео, являются его высокообразованным, находчивым и предприимчивым населением.

## География
Граничит с провинциями: Пампанга, Нуэва-Эсиха, Аурора, Кесон, Рисаль и Национальный столичным регионом, на западе омывается Манильским заливом. Провинция представляет собой южную часть плодородной равнины Центральный Лусон, в восточных районах — горный хребет Сьерра-Мадре. Речная сеть представлена реками Ангат и Пампанга. Население сконцентрировано главным образом в юго-западной части Булакан.

## Население
Численность населения провинции по годам:
| 1960         | 1970         | 1980           | 1990           | 2000           | 2010           |
| ------------ | ------------ | -------------- | -------------- | -------------- | -------------- |
| 515 000 чел. | 738 000 чел. | 1 096 000 чел. | 1 505 000 чел. | 2 234 000 чел. | 2 924 926 чел. |

## Языки и этнические группы
Наиболее распространённый язык — тагальский, часть населения говорит на капампанганском.
Поскольку он является частью тагальской культурной сферы (катагалуган), тагальский является преобладающим языком булакана. Тагальский диалект, на котором говорят в Булакане, напоминает поэтическую форму речи. Некоторые жители также говорят на капампанганском, особенно в районах, близких к границе Пампанги. Сам булаканский тагальский язык содержит много заимствованных слов капампанганского происхождения. Три муниципалитета (Сан-Мигель, Донья Ремедиос Тринидад и Норзагарай) и один город (Сан-Хосе-дель-Монте) являются родиной альта-кабулован (также известных как народ думагат), первых жителей Булакана, чей язык также называется альта-кабулован. Их язык в настоящее время находится под угрозой исчезновения из-за нынешнего притока носителей тагальского языка.
В Сан-Хосе-дель-Монте, Санта-Марии, Малолосе, Марилао, Сан-Мигеле и Норзагарае проживает наибольшее количество англоговорящих в провинции.

## Отрасли промышленности
Провинция Булакан неуклонно становится индустриализированной благодаря своей близости к метро Манилы. Многие корпорации строят промышленные предприятия и площадки в Булакане. Некоторые из предприятий и отраслей промышленности включают агробизнес; аквакультура; банковское дело; изготовление мешков для цемента; керамика; строительство; курьерская служба; образование; продукты питания/пищевая промышленность; мебель; одежда; подарки, посуда для дома и предметы декора; больницы; отели, курорты и рестораны; информация и коммуникационные технологии; страхование; ювелирные изделия; кожа и дубление кож; рабочая сила; производство; мрамор; печатный станок; пиротехника и производство фейерверков; недвижимость/ девелопмент недвижимости; производство обуви; текстиль; торговля; транспортные услуги; путешествия и экскурсии.

## Административное деление
В административном отношении делится на 21 муниципалитет и 3 города.

### Муниципалитеты
| - Ангат - Балагтас - Балиуаг - Бокае - Булакан - Бустос - Калумпит - Донья-Ремедиос-Тринидад - Гигинто - Агоной - Марилао | - Норсагарай - Обандо - Панди - Паомбонг - Пларидель - Пулилан - Сан-Ильдефонсо - Сан-Мигель - Сан-Рафаэль - Санта-Мария |

### Города
- Малолос
- Сан-Хосе-дель-Монте
- Мейкауяан

## Банковское дело и финансы
Булакан обслуживается всеми крупными банками, более 200 банков ведут бизнес в провинции. Предпринимательская культура поддерживается сильным кооперативным движением с общим объемом активов более 2 миллиардов филиппинских песо.